# Indy Lights 1998
Indy Lights 1998 vanns av Cristiano da Matta.

## Delsegrare
| Datum        | Bana           | Vinnare            |
| ------------ | -------------- | ------------------ |
| 15 mars      | Homestead      | Shigeaki Hattori   |
| 5 april      | Long Beach     | Cristiano da Matta |
| 27 april     | Nazareth       | Cristiano da Matta |
| 23 maj       | Gateway        | Shigeaki Hattori   |
| 31 maj       | Milwaukee      | Derek Higgins      |
| 7 juni       | Detroit        | Airton Daré        |
| 21 juni      | Portland       | Didier André       |
| 12 juli      | Cleveland      | Luiz Garcia Jr.    |
| 19 juli      | Toronto        | Guy Smith          |
| 25 juli      | Michigan       | Tony Renna         |
| 2 augusti    | Trois-Rivières | Cristiano da Matta |
| 6 september  | Vancouver      | Cristiano da Matta |
| 13 september | Laguna Seca    | Didier André       |
| 31 oktober   | Fontana        | Mark Hotchkis      |

## Slutställning
| Plats | Förare             | Poäng |
| ----- | ------------------ | ----- |
| 1     | Cristiano da Matta | 154   |
| 2     | Didier André       | 123   |
| 3     | Guy Smith          | 110   |
| 4     | Felipe Giaffone    | 104   |
| 5     | Derek Higgins      | 94    |
| 6     | Airton Daré        | 78    |
| 7     | Oriol Servià       | 73    |
| 8     | Tony Renna         | 68    |
| 9     | Geoff Boss         | 67    |
| 10    | Naoki Hattori      | 66    |